# 仁平美来
仁平 美来（にひら みく、2002年8月29日 - ）は、日本のカーリング選手。北海道銀行女子カーリング部に所属。北海道教育大学岩見沢校在学。

## 人物
北海道札幌市出身。
北海道タレントアスリート発掘・育成事業の修了生。（第1期（H26年度）〜第8期（R3年度））
2021年12月1日、北海道銀行が新設した「北海道銀行女子カーリング部」の創設メンバーとなった。

## チーム

### 4人制女子
| シーズン | スキップ   | サード   | セカンド | リード   | リザーブ   | 主な大会                         |
| -------- | ---------- | -------- | -------- | -------- | ---------- | -------------------------------- |
| 2017–18  | 田畑百葉   | 仁平美来 | 中島未琴 | 大関結   |            | JJCC2017                         |
| 2018–19  | 田畑百葉   | 仁平美来 | 中島未琴 | 大関結   |            | どうぎんカーリングクラシック2018 |
| 2019-20  | 佐々木穂香 | 中島未琴 | 大関結   | 仁平美来 | 三浦由唯菜 | JCC 2020                         |
| 2020–21  | 田畑百葉   | 小林未奈 | 中島未琴 | 仁平美来 |            | JJCC2020（札幌協会/winger）      |
| 2021-22  | 田畑百葉   | 仁平美来 | 中島未琴 | 伊藤彩未 |            | JCC 2022                         |
| 2022–23  | 田畑百葉   | 仁平美来 | 中島未琴 | 山本冴   | 伊藤彩未   | JCC 2023                         |
| 2023–24  | 田畑百葉   | 仁平美来 | 山本冴   | 中島未琴 | 伊藤彩未   | JCC 2024                         |
| 2024–25  | 田畑百葉   | 仁平美来 | 山本冴   | 中島未琴 | 伊藤彩未   | JCC 2025                         |

## 戦績
| 日本ジュニア選手権 | 4 |  | 2 | 1 | 4 |   |   |   |
| 日本選手権         |   |  | 7 |   | 3 | 5 | 2 | 2 |

### 日本選手権
- 第37回日本カーリング選手権大会（2020年）：7位（札幌協会）
- 第39回日本カーリング選手権大会（2022年）：3位（北海道銀行）
- 第40回日本カーリング選手権大会（2023年）：5位（北海道銀行）
- 第41回日本カーリング選手権大会（2024年）：2位（北海道銀行）
- 第42回日本カーリング選手権大会（2025年）：2位（北海道銀行）

## 出演

### 情報・バラエティ
- バナナマンのせっかくグルメ!!（2024年7月21日、TBS）- 「夏の北海道2時間SP、十勝ロケ編」